# Портрет камеристки инфанты Изабеллы
«Портре́т камери́стки инфа́нты Изабе́ллы» (от  (флам.) Sael doegter van de Infante tot Brussel) — картина из собрания Эрмитажа в Санкт-Петербурге (инв. ГЭ-478), традиционно атрибутируемая как произведение фламандского живописца барокко Питера Пауля Рубенса (1577–1640), датируемая приблизительно 1623–1626 годами. Техника исполнения произведения — масляная живопись на дереве, размер — 63,5 на 47,8 см. Не считая предположений более раннего провенанса, первое письменное упоминание картины относится к середине XVIII века, когда она находилась в коллекциях финансиста Пьера Кроза и его наследников; вместе с большей частью коллекции одного из них — Луи Антуана Кроза, барона де Тьера — картина была приобретена в 1772 году для российской императрицы Екатерины II и стала постоянной частью эрмитажных собраний.
Картина является нехарактерным для творчества Рубенса обращением к жанру психологического портрета; согласно официальной атрибуции, портрет изображает одну из придворных дам испанской инфанты Изабеллы Клары Евгении. Картина не подписана и не датирована, в связи с чем её авторство вызывает разногласия у западных искусствоведов, хотя в том, что она принадлежит рубенсовской школе, сомнений нет. Советское и современное российское искусствоведение однозначно признаёт авторство Рубенса. Идентификация модели также неоднозначна. В западной искусствоведческой литературе нет устоявшегося названия картины. На ней, возможно, изображена старшая дочь художника Клара Серена, умершая ко времени создания полотна.

## Описание и техника
Картина представляет собой погрудный портрет девушки, выполненный маслом на дереве. Для лучшей сохранности дубовая основа паркетирована. Модель одета по испанской моде в строгое тёмное платье с белым гофрированным воротником. Тонкий слой масла почти не скрывает голубую тонировку грунта, нанесённую характерными для Рубенса широкими диагональными, несколько грубоватыми мазками. Имеются следы трещин и старой записи по трещинам. Рентгенограмма портрета показала авторское изменение формы серёжки, заметное также невооружённым взглядом. Работа не подписана автором.
Сдержанный колорит картины построен на переходе от тёмного платья, почти сливающегося с коричневым фоном, к тёплым краскам лица с преобладанием жемчужно-серебристых тонов. Картина создана по принципу алла прима, в доминирующей технике лессировки. Просвечивающий сквозь тонкие мазки грунт придаёт облику модели лёгкость. Рефлекс от пастозно отрисованного белого воротника-фрезы освещает лицо девушки и всю композицию. Используя несколько архаичное построение портрета по старофламандским канонам (тесная рамка, минимум аксессуаров, строгий фон), автор фокусирует внимание на лице и внутреннем мире девушки. Большие светло-зелёные глаза и выбившиеся пряди белокурых волос придают особое звучание композиции. Чуть болезненный румянец и едва заметная улыбка на губах сообщают портрету интимный характер. Взгляд девушки направлен слегка в сторону от зрителя. Пропорция расположения глаз на портрете соответствует золотому сечению.

## История создания и идентификация модели
Специалисты датируют портрет камеристки приблизительно 1623—1626 годами. Достоверно история его создания не известна, существуют лишь общие соображения искусствоведов. Картина написана в поздний период творчества художника — состоявшегося мастера монументальных полотен, руководителя большой художественной мастерской. Производство картин тогда было поставлено на поток: мастер делал набросок картины, а заканчивали её уже ученики. Главы крупнейших европейских государств почитали за честь заказать картину у фламандца. Рубенсу сопутствовала слава; в 1624 году король Испании даровал ему дворянство. Рубенс был востребован не только как живописец, но и как высокопоставленный дипломат при дворе инфанты. В то же время в личной жизни Рубенс переживает трагедию за трагедией.

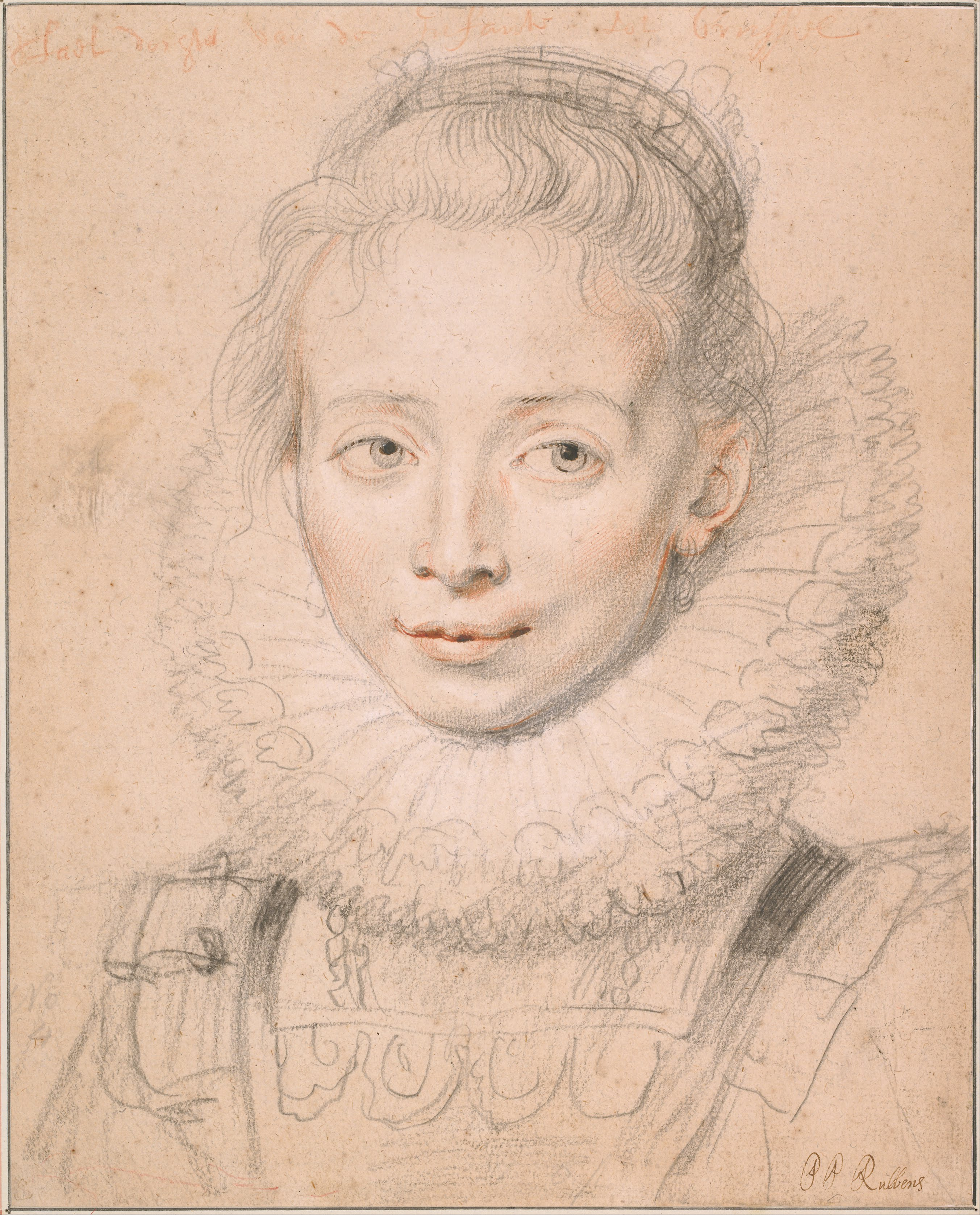
Набросок к портрету камеристки, уголь, приблизительно 1623 год; Альбертина, Вена. Сверху на эскизе можно разобрать «Sael doegter van de Infante tot Brussel» («придворная дама инфанты Брюссельской»), откуда и получила своё название эрмитажная картина

21 марта 1611 года в семье Питера Пауля Рубенса и Изабеллы Брант появилась перворождённая дочь Клара Серена. Изабелла Клара Евгения могла быть крёстной матерью ребенка, на что указывает заимствование имени и титула (серениссима) суверена. В 1623 году в 12-летнем возрасте Клара Серена скончалась после болезни. В 1625 году умер близкий друг и единомышленник Ян Брейгель Старший. В 1626 году во время эпидемии чумы ушла из жизни супруга художника Изабелла Брант. Рубенс тяжело переживал эти утраты. В письме другу Пьеру Дюпуи он написал по поводу смерти жены: «…мне будет весьма трудно отделить мою скорбь от воспоминания, которое я должен вечно хранить о дорогом и превыше всего чтимом существе». В этот же период жизни Рубенсом (или его учениками) создана целая серия портретов, изображающих одну и ту же модель в разном возрасте.
Судя по названию, на эрмитажной картине изображена придворная дама брюссельской инфанты, однако эту версию труднее всего обосновать. Безвестная камеристка вряд ли могла заказать дорогостоящий портрет у придворного живописца. По наиболее распространённой трактовке, на портрете  — посмертный образ Клары Серены в свободной интерпретации художника, изобразившего её уже сформировавшейся девушкой. Рубенс часто использовал внешность детей в своих произведениях. Например, его сына Альберта можно увидеть на картинах «Мадонна в цветочном венке» и «Поклонение волхвов». Художники тогда часто прибегали к услугам близких, дабы меньше тратить время своих высокопоставленных моделей. Жена, дочь или сын могли позировать для предварительного наброска, в котором художник мог отработать позу, положение складок платья. Такого рода эскизы и становились частью коллекции семейных портретов.
Не осталось работ Рубенса, позволяющих однозначно идентифицировать внешность его дочери. Сохранилась сильно обрезанная и незаконченная картина из коллекции Лихтенштейнской галереи, которую называют детским портретом Клары Серены (иногда «Портрет дочери художника») на основе явного сходства с Изабеллой Брант. Она датирована примерно 1616—1618 годами. Ещё один набросок  — девочка, очень похожая на Клару Серену, — принадлежал Метрополитен-музею в Нью-Йорке до 2013 года, когда он был продан на аукционе в «Сотбис» частному лицу; позднее набросок был передан на долгосрочное хранение сначала в коллекцию князя Лихтенштейнского, а затем в Дом Рубенса в Антверпене; отнесённый на аукционе 2013 года к рубенсовской школе, набросок был признан подлинной работой Рубенса по итогам проведённой реставрации. Этюд Рубенса из коллекции Альбертины (Вена) изображает ту же модель. По нездоровому виду девочки можно предположить, что дочь художника (если это она) изображена на этюде уже больной, то есть около 1623 года. Идентичность моделей на венском этюде и на эрмитажном портрете не оставляет сомнений —та же внешность, схожее платье, та же причёска и выбившаяся прядь волос. Подпись к венскому этюду поверху на старофламандском гласит «Sael doegter van de Infante tot Brussel». Это можно перевести как: «придворная дама инфанты Брюссельской». В нижнем правом углу венский этюд подписан P P Rubens, и его авторство несомненно, но вопрос, кто надписал этюд и кто модель, остаётся спорным. Некоторые источники утверждают, что подпись неизвестного происхождения (Шарле, Хельд), Другие (Алпатов) считают, что картина подписана именно Рубенсом. Эскиз хранился вместе с другими фамильными портретами семьи Рубенсов, поэтому родственные отношения с изображённой на нём моделью вполне возможны. Как бы то ни было, по венскому этюду и получила своё название «камеристка», так как сама картина не несёт на себе никакой подписи и никак не была поименована в каталогах.
Явное сходство с «камеристкой» можно заметить и в облике первой супруги художника. Это заметно на автопортрете с Изабеллой Брант, где ей около 18 лет, а также в позднем наброске. Валентин Янин высказал предположение о том, что на портрете — идеализированное изображение Изабеллы Брант в молодости. Есть версия, что это могла быть и безымянная любовница художника (Герман Кнакфус). Указывая на то, что Рубенс вновь и вновь возвращался к этому образу, историки делали вывод о связи семейного или личного характера. Впрочем, атрибуция во всех картинах этого своеобразного «семейного» цикла вызывает сомнения.

## Музейная история. Вопросы авторства
В каталоге, составленном тестем Рубенса Яном Брантом в 1639 году, есть запись: «Две картины маслом на доске в рамке: первая изображает Яна Бранта, сына покойного, и вторая Клару Серену Рубенс, юную дочь вышеупомянутого господина Рубенса». Сотрудниками Эрмитажа Марией Варшавской и Натальей Грицай считается, что второе упоминание касалось эрмитажной картины либо её варианта, тогда как директор Лихтенштейнской галереи Рейнгольд Баумстарк связывал его с портретом из княжеской коллекции.
Через некоторое время после смерти художника в 1640 году портрет, предположительно, в числе прочих картин попал к Роже де Пилю, любителю и коллекционеру наследия Рубенса. После смерти Де Пиле большая часть его рубенсовской коллекции была выкуплена крупнейшим французским предпринимателем и меценатом Пьером Кроза Бедным. В 1772 году, годы спустя после смерти Пьера Кроза, парижское собрание одного из его наследников — Луи Антуана Кроза, барона де Тьера — приобрела Екатерина II при посредничестве и оценке Дени Дидро и Франсуа Троншена. Именно после этого пополнения художественная коллекция Эрмитажа стала одной из богатейших и известнейших в мире. Только с этого момента судьба «камеристки» известна доподлинно. Долгое время портрет белокурой девушки оставался безымянным, пока в музее Альбертина (Вена) не был обнаружен эскиз к этой картине с подписью.
Картина несёт характерные черты рубенсовской манеры письма, но её однозначная атрибуция является спорным вопросом. Авторитетными западными искусствоведами высказывались сомнения в происхождении картины. Известный специалист по фламандской живописи Рудольф Ольденбург в 1921 году не упоминает «Камеристку» в своей публикации о Рубенсе; не включена была картина и в переиздание альбома репродукций работ Рубенса под редакцией Адольфа Розенберга из серии «Klassiker der Kunst», вышедшее в том же году под редакцией и с предисловием Ольденбурга. В ответ на это его коллега Якоб Розенберг в статье-обзоре эрмитажного собрания для журнала Kunst und Kunstler предположил, что редактор каталога не видел картину вживую:181. Профессор Юлиус Хельд (Колумбийский университет) в своей работе от 1959 года высказал сомнения в подлинности портрета, хотя, как утверждается, после посещения Эрмитажа в 1966 году отказался от своих претензий. Каталог рисунков Рубенса, составленный Анн-Мари Логан и Майклом Пломпа для выставки 2005 года в Метрополитен-музее, лишь относит «Камеристку» к рубенсовской школе. В зарубежных каталогах нет и сложившегося названия картины.
У советских и российских специалистов авторство портрета не вызывает сомнений, хотя и подчёркивается то, что он весьма необычен для творческой манеры Рубенса. По мнению Валентина Янина, идентификация картины такого исполнительского уровня была необходима в любом случае, картина не могла остаться неопознанной: «Понять по-настоящему портрет можно тогда, когда мы знаем и художника, и того, кого он нарисовал».

## Восприятие
В отличие от своих современников — Веласкеса, Вермеера или Рембрандта — Рубенс не считался мастером психологического портрета. Эжен Фромантен вообще считал Рубенса слишком темпераментным художником, не способным к неспешному анализу, требуемому для погружения во внутренний мир человека. Немецкий художник и писатель Герман Кнакфус писал о том, что портреты считались самой слабой стороной его дарования, и Рубенсу лучше удавалось передать чисто фотографическое сходство.
Галерея образов близких и родных выделяется в творчестве фламандца, разительно отличаясь от картин на библейские темы и парадных портретов венценосных особ. Изображения Изабеллы Брант, Елены Фоурмен, детей художника узнаваемы родственной теплотой и интимным настроением. Михаил Алпатов провёл параллель с картинами Валентина Серова, у которого также различаются помпезные великосветские картины и портреты близких и родных людей. Виктор Лазарев отмечал: «Обладающая теплотой жемчуга и прозрачностью хрусталя карнация („камеристки“) написана с таким гениальным мастерством, что даже у Рубенса этот замечательный портрет стоит несколько особняком».
Формально «Камеристка» соответствует традиции барочного придворного портрета той эпохи — человека знатного и исполненного собственного достоинства. В отличие от своего ученика Ван-Дейка, Рубенс не уделял пристального внимания одежде модели, передаче текстуры ткани и складок, столь важных для торжественного портрета. Однако в случае с «Камеристкой» строгое платье и эффектный воротник, золотая цепочка — всё это неразрывно связано с образом девушки и немного взрослит её, что органично дополняет композицию. Картина словно освещена изнутри, в ней выгодно используется хроматический контраст между просветлёнными участками и тенями на лице, которые кажутся не серыми, а голубоватыми. Мастерство Рубенса-живописца проявляется в цветопередаче, в изысканности линий головы модели, изящном овале и чертах лица, являющих особый тип северной женской красоты. Благодаря тонкому письму, картина не статична; она пронизана волнистым движением, заключённым в посадке модели, разлёте ресниц, лёгкой улыбке.
Девушка, изображённая на картине, едва перешла черту между юностью и зрелостью. Во внешности камеристки есть ещё что-то неустоявшееся и девичье, некое смятение чувств. Изящный переход от юности к зрелости, просвечивающий сквозь облик модели, едва заметная грустная нотка во взгляде приоткрывают внутренний мир придворной дамы. При более пристальном взгляде надменность во взгляде пропадает, и возникает ранимая и чувствительная натура. Это настроение подчёркивается и очень тонким слоем краски, едва закрывающим грунт. Юрий Нагибин сравнил «Камеристку» с «Дамой с горностаем» — на первый взгляд такая же кроткая и незащищённая натура, скрывающая за собой все тайны королевского двора. Глубину дарования Рубенса здесь можно сравнить с исполнительским мастерством Веласкеса и Вермеера. Однако, в отличие от них, автор достигает своей цели без жестокой моральной двусмысленности и гротескного изображения, срывающего покровы. Рубенс изображает облик целостно и последовательно, не теряя её женское естество, приближаясь в своём портрете к идеалу человеческой личности.

Чтобы вникнуть во всё то, что художник вложил в «Персея и Андромеду», требуются комментарии. «Камеристка» не нуждается в них. […] Девушка хотя и держится как придворная дама, но, кажется, готова поведать нам о своём сокровенном. Впрочем, нет необходимости высказывать беспочвенные предположения о её судьбе, сочинять по поводу картины занимательную новеллу. Рубенс был не рассказчиком, но живописцем, и потому ему достаточно было найти верный тон розового личика, белокурых волос и раскрытых глаз, сохранить прозрачную эмалевость красок, чтобы эти живописные качества в картине стали в наших глазах тем, чем в прославленной шекспировской драме являются тревожные и нежные слова Джульетты о песне жаворонка и разгоревшейся утренней заре.
— Михаил Алпатов

## Влияние и значение
Картина является одним из самых популярных экспонатов современного музея Эрмитаж (экспозиция фламандской живописи, зал 247) и рекомендована к просмотру в каталогах. Она приведена в учебниках в качестве образца техники живописи и передачи цвета.
Картине посвятил стихотворение Андрей Дементьев («Смотрю на портрет камеристки…»). По мотивам истории, связанной с созданием портрета, планировал написать повесть Константин Паустовский, но не успел претворить свои планы в жизнь.
В связи с 400-летием со дня рождения Рубенса в 1977 году во многих странах были выпущены юбилейные серии марок, в том числе посвящённые портретам детей художника. В СССР «Камеристке» были посвящены марка и конверт первого дня. Марки на ту же тему вышли и в других странах: Болгарии, Мадагаскаре и Монако.

Серия семейных портретов Рубенса и его школы
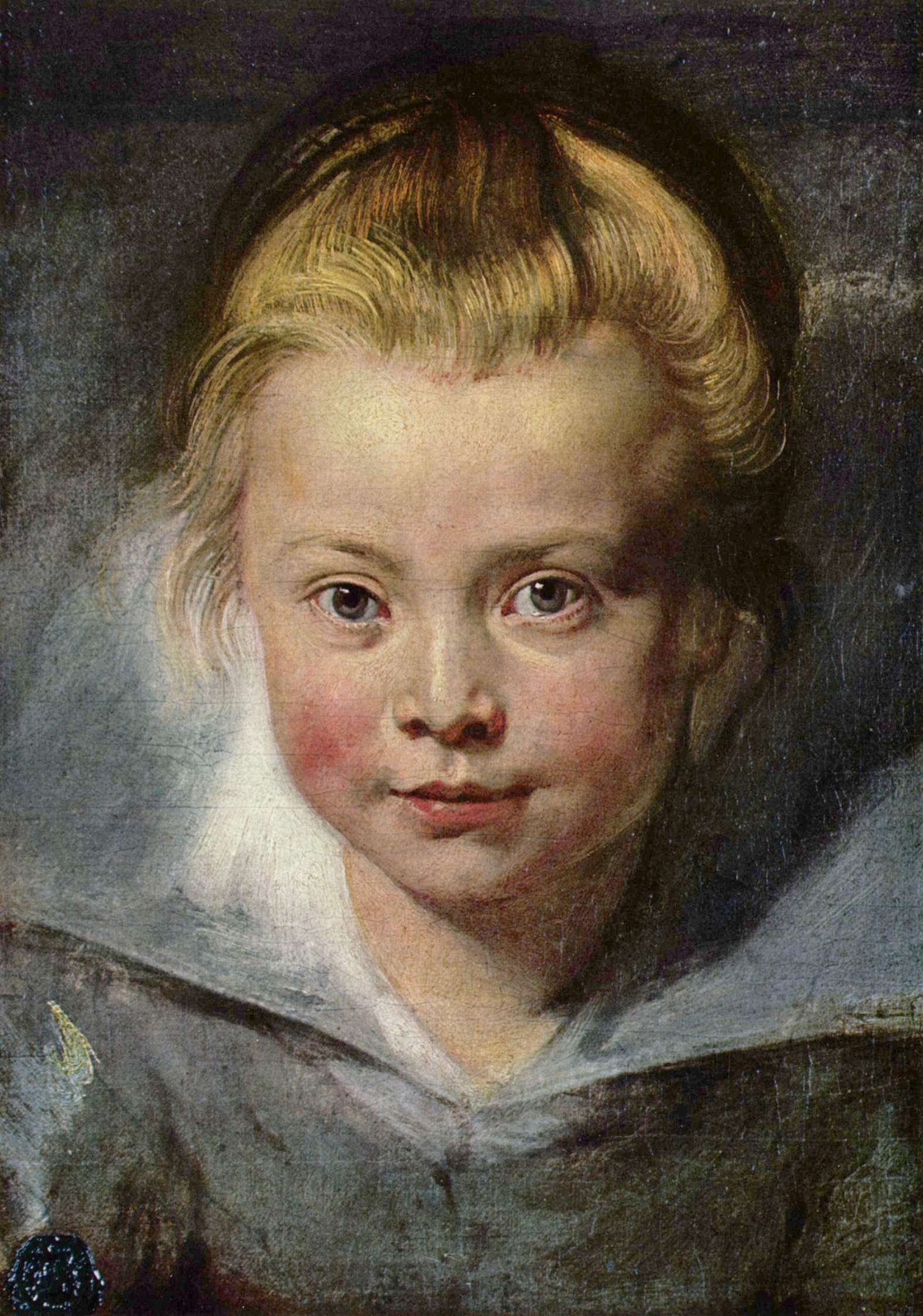
Портрет Клары Серены Рубенс. 1616—1618. Холст, масло Коллекция Лихтенштейнов
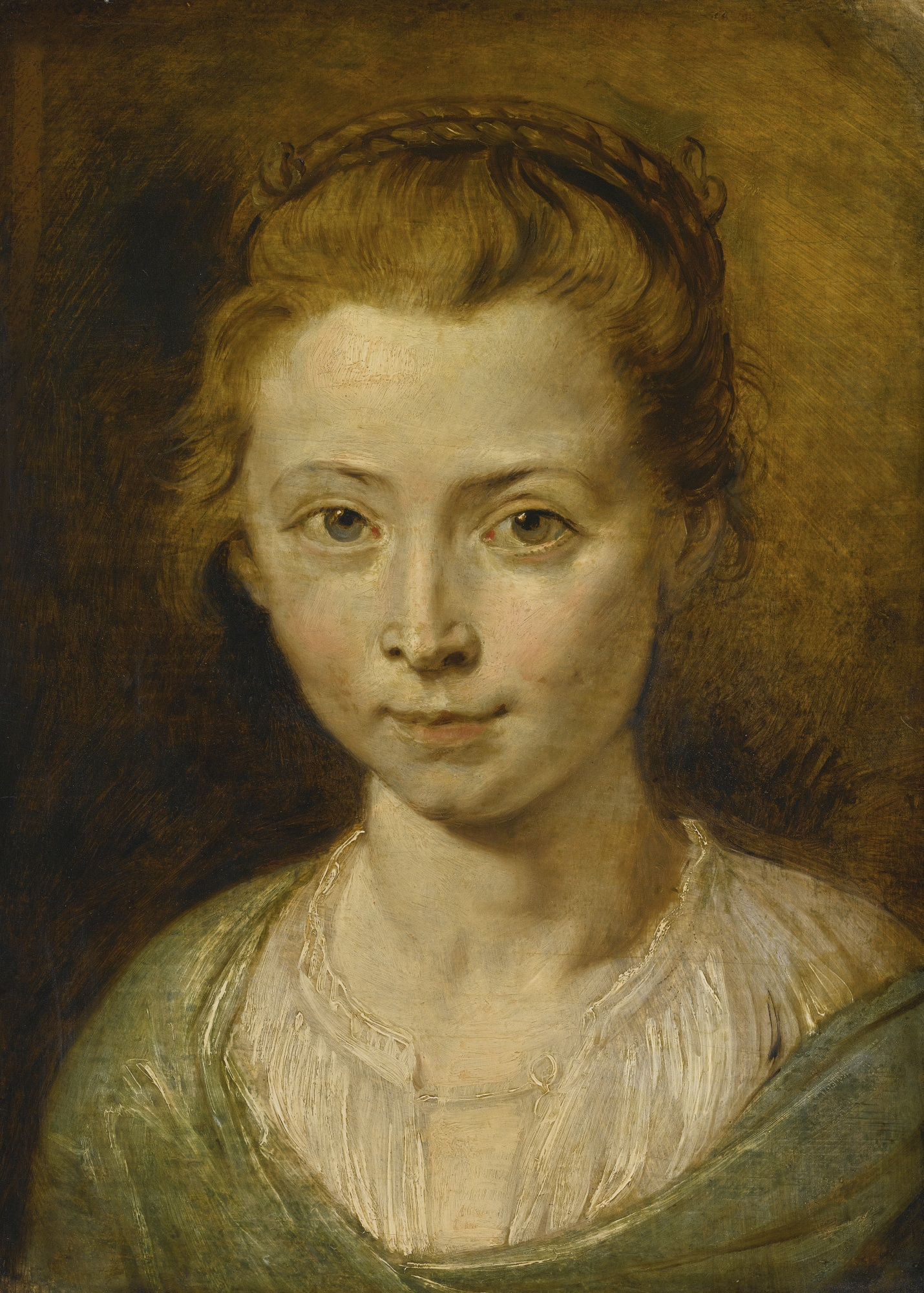
Портрет девушки (предположительно Клары Серены Рубенс). Около 1623. Холст, масло Частное собрание
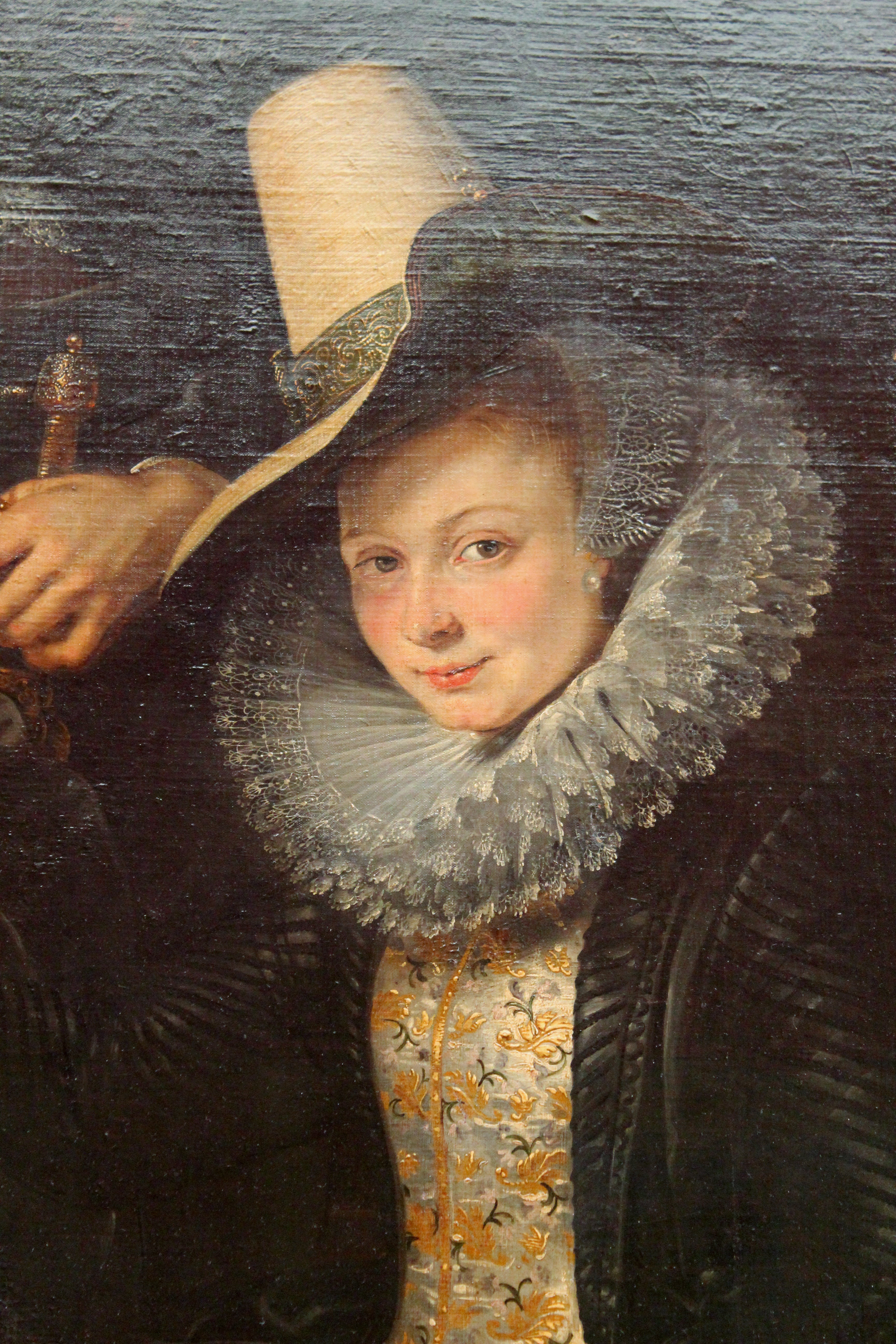
Автопортрет с Изабеллой Брант («В жимолостной беседке»). 1609. Холст, масло Деталь Старая пинакотека, Мюнхен
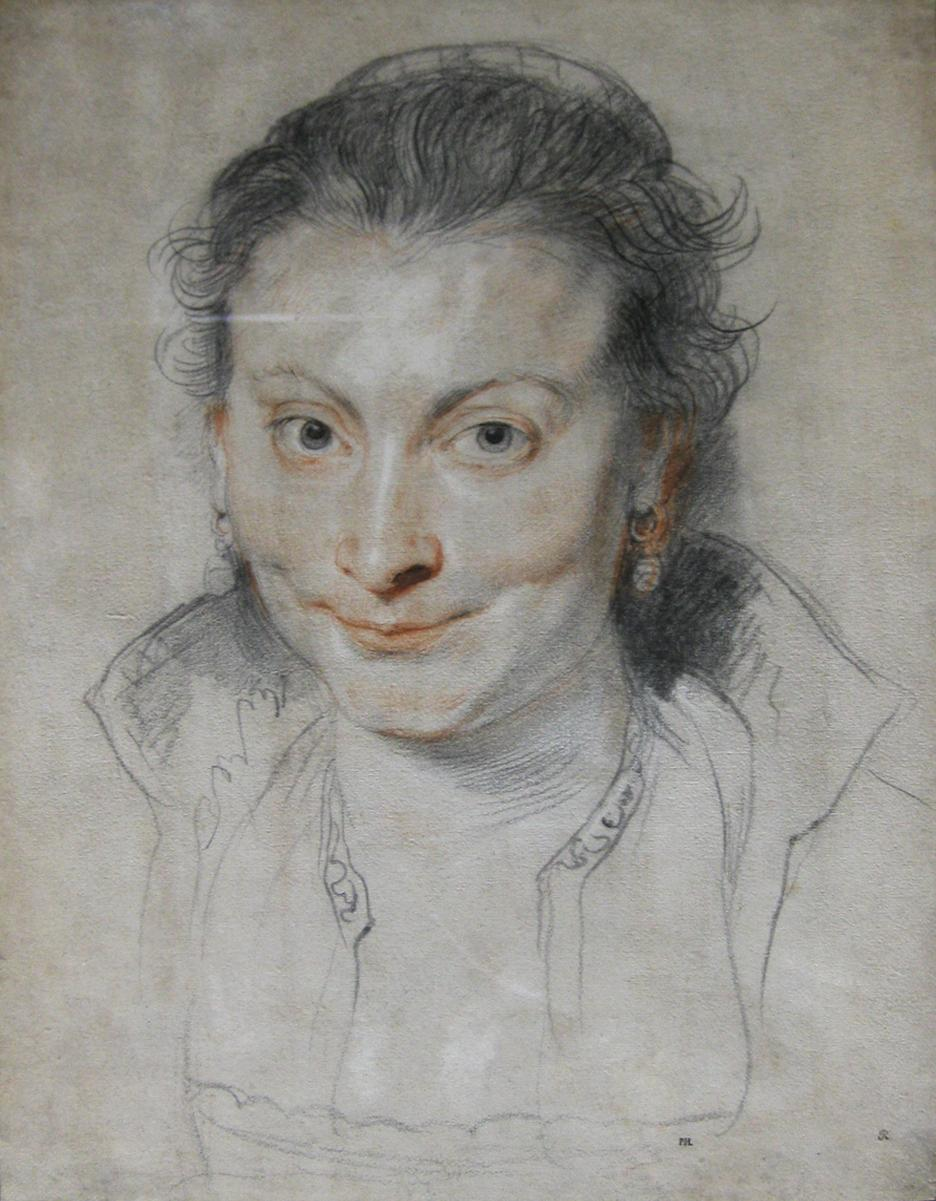
Портрет Изабеллы Брант. Эскиз. 1623. Бумага, чёрный мелок, перо и коричневые чернила Британский музей, Лондон
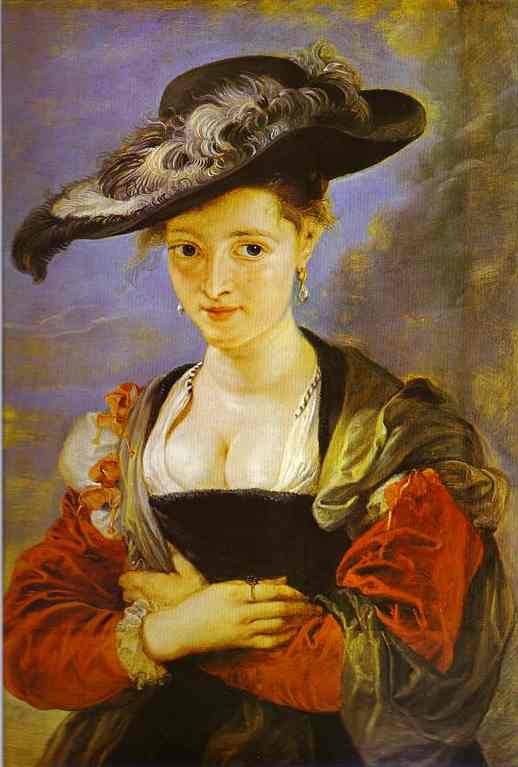
Портрет Сусанны Форман («Соломенная шляпка»). 1625. Холст, масло Национальная галерея, Лондон

## Комментарии
1. ↑  Twee Stuckens schilderije respective op panneel, olieverve, in lijste, d'een van Jan Brant, des atflijvigcns soontken was, ende d'ander van Clara Serena Rubens, dochterken was des voors. Hr Rubens.
2. ↑  Встречающиеся названия: Portrait of Lady-In-Waiting to the Infanta Isabella, Portrait of a young Lady of the Court of the Infanta Isabella, Portrait of  Clara Serena Rubens Daughter, Portrait of a Chambermaid и другие.